# Бадер, Карл Адам
Карл Адам Бадер (нем. Carl Adam Bader; 10 января 1789, Бамберг — 14 апреля 1870, Берлин) — немецкий оперный певец (тенор).

## Биография
Сын органиста Бамбергского собора. Первые уроки музыки получил у отца. В 1807 году стал его преемником. Черех нескольких лет службы в соборе, в 1811 году перешёл в Бамбергский театр, где работал с Францем Игнацем фон Гольбейном и Эрнстом Гофманом.
Дебютировал, как певец в роли в опере «Loradeno», затем в «Belmonte» и «Sargines». Позже выступал в Национальном театре Мюнхена. Сотрудничал с дирижёром Петером Йозефом фон Линдпайнтнером
Пел на сценах Бремена, Брауншвейга, Гамбурга, с 1820 до 1845 года — солист в Берлинской оперы. В двадцатых и тридцатых годах XIX века был первым тенором немецкой сцены. Носил почётное звание Kammersänger.
Руководил капеллой Собора Святой Ядвиги в Берлине.
Вокальные данные Бадера подкреплялись художественной интуицией, изысканным вкусом и сценическим мастерством.
Его деятельность в Берлине связана с периодом успеха опер Гаспаре Спонтини.
Уйдя со сцены, сочинил несколько музыкальных произведений, в том числе, опубликовал сборник из шести песен (Lieder) и сочинение Veni для четырёх голосов в сопровождении оркестра.

## Избранные роли
- Лорадено («Камилла, или Подземелье» Ф. Паэра)
- Бельмонте («Похищение из сераля» В. А. Моцарта)
- Сарджино («Сарджино, или Ученик в любви» Ф. Паэра)
- Надори («Йессонда» Л. Шпора)
- Пётр Иванов («Царь и плотник» А. Лорцинга)
- Мазаньелло («Немая из Портичи» Д. Обера)
- Роберт («Роберт-дьявол» Д. Мейербер)
- Кортес («Фернан Кортес, или Завоевание Мексики[англ.]» Г. Спонтини)
- Макс, егерь («Вольный стрелок» К. Вебера)
- Лициний («Весталка» Г. Спонтини)
- Отелло («Отелло» Д. Россини)
- Хюон («Оберон» К. Вебера)
- Адоляр («Эврианта» К. Вебера)
- Жан («Жан Парижский» Ф.-А. Буальдьё)